# 11925 Usubae
11925 Usubae este o planetă minoră (asteroid), cu un diametru de 2,062 km, din centura de asteroizi. A fost descoperită pe 23 decembrie 1992 la Geisei⁠(d) de Tsutomu Seki. 
Obiectul prezintă o orbită caracterizată de o semiaxă mare de 2,370547 UAi, o excentricitate de 0,19, o înclinație de 2,19743 ° în raport cu ecliptica.